# Jaime Linares
Jaime Miguel Linares (Vila Real, 21 de maio de 1982) é um futebolista profissional angolano que atua como meia.

## Carreira
Jaime Miguel Linares representou o elenco da Seleção Angolana de Futebol no Campeonato Africano das Nações de 2012.